# Quercus gemelliflora
Espèce
Classification phylogénétique
Quercus gemelliflora est une espèce d'arbres du sous-genre Cyclobalanopsis. L'espèce est présente en Indonésie.